# Districte de Rorschach
El Districte de Rorschach és un dels 8 cercles administratius (en alemany walkreis) del Cantó de Sankt Gallen (Suïssa). Té una població de 40144 habitants (cens de 2007) i una superfície de 50,37 km². Està format per 9 municipis i el cap és

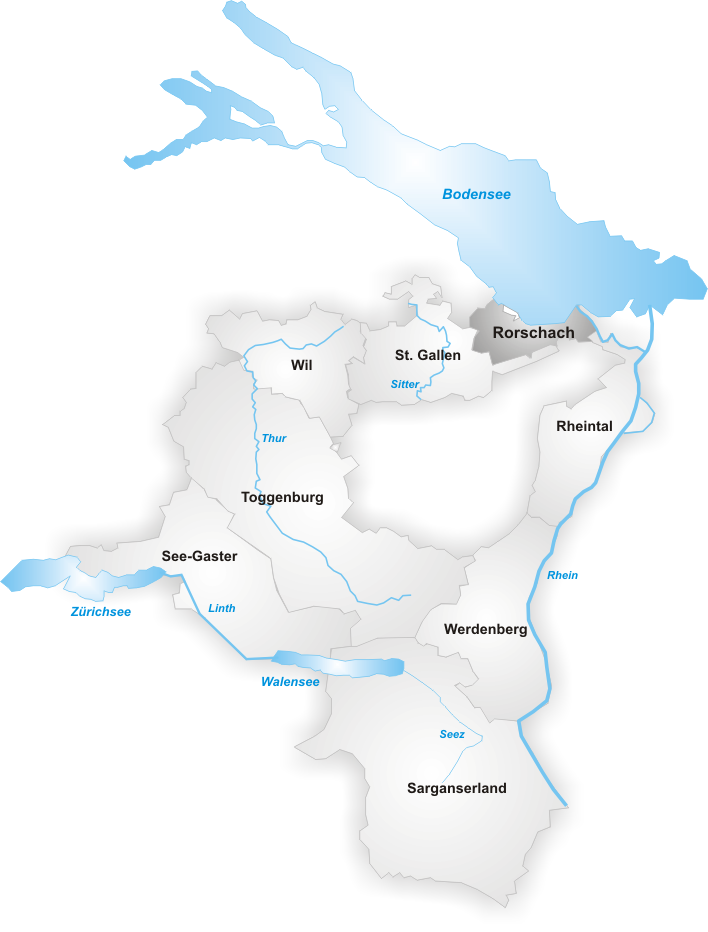
El districte de Rorschach

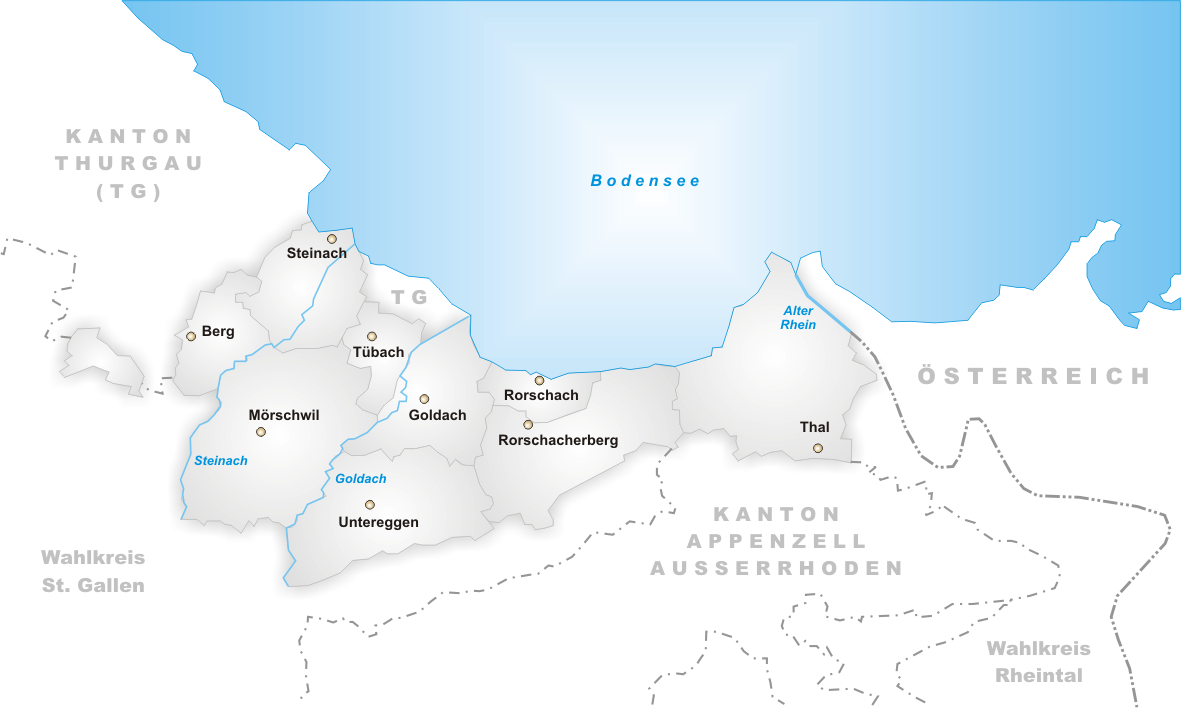
Municipis del districte de Rorschach

## Municipis
| Escut           | Nom             | Població (Dez. 2007) | Superfície in km² | Núm. SFOS |
| --------------- | --------------- | -------------------- | ----------------- | --------- |
| Berg            | Berg            | 878                  | 3.74              | 3211      |
| Goldach         | Goldach         | 9005                 | 4.68              | 3213      |
| Mörschwil       | Mörschwil       | 3366                 | 9.83              | 3214      |
| Rorschach       | Rorschach       | 8621                 | 1.78              | 3215      |
| Rorschacherberg | Rorschacherberg | 6665                 | 7.11              | 3216      |
| Steinach        | Steinach        | 3308                 | 4.52              | 3217      |
| Thal            | Thal            | 6117                 | 9.58              | 3237      |
| Tübach          | Tübach          | 1158                 | 1.99              | 3218      |
| Untereggen      | Untereggen      | 1026                 | 7.14              | 3219      |
|                 | Total (9)       | 40'144               | 50.37             | 1722      |